# Robert Parish
Robert Lee Parish (født 30. august 1953 i Shreveport, Louisiana, USA) er en amerikansk tidligere basketballspiller (center), der besidder kamprekorden i den nordamerikanske basketballliga NBA med 1.611.
Parish spillede i årene 1972-76 college-basketball for Centenary College i sin hjemstat Louisiana. I 1976 blev han draftet til NBA af Californien-klubben Golden State Warriors. Han spillede de følgende 21 år i ligaen, hvor han ud over Warriors også repræsenterede Boston Celtics, Charlotte Hornets og Chicago Bulls. Længst tid (14 år) tilbragte han hos Celtics, hvor han var med til at vinde hele tre NBA-mesterskaber, i henholdsvis, 1981, 1984 og 1986. Med Bulls blev det også til et enkelt mesterskab, i hans sidste sæson som aktiv, 1997, som holdkammerat med blandt andet Michael Jordan.
Som 43-årig, i 1997, stoppede Parish sin karriere, som indehaver af kamprekorden i NBA, der fortsat står. Det samme gør hans rekord som den ældste spiller der nogensinde har vundet et NBA-mesterskab. Udover sine fire mesterskaber blev han hele ni gange udtaget til NBA's All-Starkamp, en hædersbevisning til sæsonens bedste spillere.
Efter at have stoppet sin karriere blev Parish i 2003 optaget i Naismith Memorial Basketball Hall of Fame.

## Klubber
- 1976–1980: Golden State Warriors
- 1980–1994: Boston Celtics
- 1994–1996: Charlotte Hornets
- 1996–1997: Chicago Bulls

## NBA-statistikker
- Point: 25.334 (14,5 per kamp)
- Rebounds: 14.715 (9.1 per kamp)
- Blocks: 2.361 (1.6 per kamp)[2]

## Titler
NBA-Mesterskabet
- 1981, 1984 og 1986 med Boston Celtics
- 1997 med Chicago Bulls

NBA All-Star
- 1981, 1982, 1983, 1984, 1985, 1986, 1987, 1990 og 1991 (repræsenterende Boston Celtics)

Naismith Memorial Basketball Hall of Fame
- Optaget i 2003